# Teobald II de Blois
Teobald II de Blois (979/981 - 11 de juliol de 1004, bur Chartres Saint-Père) fou comte de Blois, Chartres, Châteaudun, Tours, Provins i Reims.

## Orígens
Era fill del comte de Blois, Chartres, Tours, Châteaudun, Provins, Reims, Meaux i Troyes, Eudes I de Blois, i de Berta de Borgonya, filla del rei d'Arle o Borgonya Conrad III de Borgonya el Pacífic.

## Biografia

Blasó original dels comtes de Blois

El 996 a la mort del seu pare, el va succeir en els títols i en el govern dels territoris dels comtats, excepte en els comtats de Meaux i Troyes que havien tornat a la casa de Vermandois.
En el mateix any la seva mare Berta, que havia estat bojament enamorada del rei de FrançaRobert II, que volia casar-s'hi, no va obtenir el permís ni del papa Gregori V ni del rei Hug Capet, el pare de Robert, ja que eren cosins de tercer grau.
També l'any 996, a la mort d'Hug Capet, Robert es va convertir en rei de França i uns mesos més tard es va casar amb la seva segona esposa, la seva cosina Berta, assegurant-se així la successió al ducat de Borgonya, tot i l'oposició del Papa. Això portà que, l'any 997, el Papa l'imposés set anys de penitència i l'amenacçes amb l'excomunió (que es va imposar) als dos cònjuges. També va posar en interdicte al regne de França, si no se separaven.
Teobald II, el 1004, va morir amb poc més de 20 anys sense deixar hereus, ja que, segons sembla, havia abraçat la vida eclesiàstica, i va ser succeït pel seu germà menor Eudes II de Blois.